# Dolní Nětčice
Dolní Nětčice – miejscowość i gmina (obec) w Czechach, w kraju ołomunieckim, w powiecie Przerów. W 2022 roku liczyła 261 mieszkańców.